# Psihologia Azi
Psihologia Azi a fost o revistă din România care s-a adresat atât medicilor și psihologilor, cât și publicului larg interesat de cele mai recente cercetări științifice din psihologie, neuroștiinte și medicină.
Lansată în 2003, Psihologia Azi a avut o audiență de aproape 100.000 de cititori per ediție în perioada 2005 - 2008.
Între 2007 - 2008, Psihologia Azi a făcut parte din grupul Realitatea-Cațavencu.
Din martie 2008, Psihologia Azi a început să publice o secțiune Scientific American MIND.
În iunie 2010, revista Psihologia Azi a fost relansată ca ediție în limba română a celebrei publicații Scientific American Mind. În această formă, revista a fost publicată până în 2011.